# Velika Píssarivka
Velika Píssarivka (en ucraïnès Велика Писарівка, en rus Великая Писаревка) és una vila de la província de Sumi, Ucraïna. El 2021 tenia 4.003 habitants. Es troba prop de la frontera amb Rússia, a la riba esquerra del riu Vorskla, tributari del Dnièper.